# Emoia rennellensis
Emoia rennellensis es una especie de escincomorfos de la familia Scincidae.

## Distribución geográfica
Es endémica de las islas de Rennell y Bellona (Islas Salomón).